# أعمال الشغب بولاية كجرات 1969
أعمال الشغب بولاية غوجارات 1969  تشير إلى العنف الطائفي بين الهندوس والمسلمين خلال شهري سبتمبر وأكتوبر من عام 1969 في ولاية غوجارات في الهند. كان هذا العنف هو أول أعمال شغب كبرى بولاية غوجارات والذي تضمن مجازر، وحرق متعمد، وأعمال نهب على نطاق واسع. وكان هو الأكثر دموية بين المسلمين والهندوس منذ تقسيم الهند عام 1947، واستمر بهذه الدرجة حتى حدوث أعمال العنف بهاجالبور 1989.
ووفقًا للإحصائيات الرسمية، قتل 660 شخصًا، وأصيب 1074 آخرون، بينما فقد أكثر من 48000 شخص ممتلكاتهم. بينما تدعي تقارير غير رسمية أن عدد الوفيات وصل إلى 2000 قتيل. وتكبد المجتمع المسلم أغلبية الخسائر. فمن ضمن 512 من القتلى الذين وردوا في شكاوى الشرطة، كان 430 منهم من المسلمين. وتم تدمير ممتلكات تساوي قيمتها 42 مليون روبية خلال أعمال الشغب، مع فقد المسلمين ممتلكات منها بقيمة 32 مليون روبية. كانت هناك سمة مميزة لهذا العنف وهو الهجوم على مساكن الأهالي الخاصة بالمسلمين من جيرانهم الهندوس من جماعة داليت، والذين حافظوا على علاقات سلمية معهم حتى هذه اللحظة.
حدثت أعمال الشغب أثناء تولي هينتدرا ديساي، زعيم المؤتمر الوطني الهندي، منصب رئيس الوزراء. ألقت لجنة ريدي للعدالة ـ والتي شكلتها حكومته ـ مسؤولية العنف على المنظمات القومية الهندوسية. أرجع العديد من الكتاب أسباب أعمال الشغب إلى مزيج من العوامل الاجتماعية الاقتصادية والسياسية (انظرالخلفية بالأسفل). اندلعت أعمال العنف الفعلية بهجوم على معبد هندوسي في 18 سبتمبر عام 1969؛ حيث بدأت أعمال الشغب في أحمد آباد ثم امتدت إلى مناطق أخرى، لا سيما فادودارا وميهسانا، ونادياد، وأناند، وجوندال. وبحلول 26 سبتمبر تمت السيطرة على أعمال العنف، لكن مع ذلك وقعت أحداث أكثر عنفًا خلال 18-28 أكتوبر عام 1969.

## الخلفية
زاد التوتر بين الهندوس والمسلمين بشكل كبير في ولاية غوجارات خلال الستينيات من القرن العشرين. خلال الفترة بين عامي 1961 و1971، وقعت 685 حادثة عنف طائفي في المناطق الحضرية بولاية غوجارات (بالإضافة إلى 114 حادثة أخرى في المناطق الريفية). حيث، من ضمن 685 حادثة، وقعت 578 حادثة خلال عام 1969 وحده.
وبالرغم من أنه تم تقسيم أحمد آباد استنادًا إلى التحيزات الدينية والطبقية، ولكنها لم تكن منطقة حساسة على المستوى الجماعي حتى فترة الستينيات من القرن العشرين. ففي فترة الستينيات، جذبت مصانع النسيج في المدينة عددًا كبيرًا من المهاجرين من مناطق أخرى من الدولة. وخلال عام 1961 حتي عام 1971، زاد عدد السكان بالمدينة بما يقرب من 38%، مما أدى إلى النمو السريع في المناطق العشوائية في الجزء الشرقي من المدينة. وعلى الرغم من ذلك، تعطل عن العمل عدد من عمال المصانع غير المؤهلين، وذلك من منتصف الستينيات فصاعدًا، حيث انتقلت الوظائف إلى الوحدات الصغيرة في مدينة سورات. وخلال الستينيات، أغلقت سبعة مصانع كبيرة أبوابها في أحمد آباد، وخسر ما يقرب من 17000 عامل وظائفهم. حيث زاد عدد الهندوس زيادة بالغة بين هؤلاء العمال مقارنة بالمسلمين. كما شعر عمال جماعة داليت الهندوس بإحساس متزايد من انعدام الأمن، حيث قيل إن العمال المسلمين قد تميزوا عنهم في صناعة النسيج. ووقعت عدة اشتباكات عنيفة في المناطق العشوائية بالمدينة، وشارك فيها عمال النسيج، وكانت بشكل أساسي بين هندوس الداليت والمسلمين.
كما أثرت العوامل الاجتماعية الاقتصادية المتغيرة على الوضع السياسي بالمدينة. وتم تفكيك المؤتمر الوطني الهندي، مما أدى إلى زيادة التوترات بين فصائله: انقسم المؤتمر في نهاية المطاف إلى كونغرس (o)، وكونغرس (I) عام 1969. وفي نفس الوقت أنشأت المنظمة القومية الهندوسية راشتريا سوايامسيفاك سانغ (RSS) حصونًا محلية في الأجزاء الشرقية من المدينة.
وأدى وقوع العديد من الحوادث إلى زيادة التوتر بين الطائفتين في أحمد آباد. وفي اجتماع دام لثلاثة أيام في مانيناجار خلال 27-28 ديسمبر 1968، دافع كبير رؤساء المنظمة التطوعية القومية (RSS) مادهاف ساداشيف جولووكر عن القومية الهندوسية («القومية الهندوسية»). وعلى الجانب الإسلامي؛ تم إلقاء خطب استفزازية بمؤتمر جمعية العلماء الهنود في يونيو عام 1969.
وفي مساء يوم 3 مارس عام 1969، نقل ضابط شرطة هندوسي عربة كانت تعرقل حركة المرور بالقرب من برج كالوبور. فسقطت نسخة من القرآن كانت على العربة، حينها طلب منه مجموعة من المسلمين يقفون قريبًا الاعتذار. وسرعان ما تطور الأمر، حيث زاد عدد الحشد وأصيب 12 من رجال الشرطة في الاحتجاجات العنيفة التي وقعت لاحقًا. وفي 31 أغسطس، خرج مسلمو المدينة في مظاهرة حاشدة احتجاجًا على حرق المسجد الأقصى بالقدس. وفي 4 سبتمبر، قام ضابط شرطة مسلم بالاصطدام بطاولة أثناء تفريق حشد احتفالي لعرض راماليلا. ونتيجة لذلك سقط نص رامايانا وسقطت أيضًا لوحة آرتي ثالي. وزعم الهندوس أن ضابط الشرطة قد قام هو أيضًا بركل الكتاب المقدس. وأدى هذا الحادث إلى احتجاجات من قبل الهندوس، وإلى إنشاء دهارما هندوسية راكشا ساميتي («لجنة حماية الديانة الهندوسية») من قبل قادة المنظمة التطوعية القومية. كما نظمت دهارما هندوسية راكشا ساميتي («لجنة حماية الديانة الهندوسية») احتجاجات رفعت فيها شعارات مناهضة للمسلمين. وزار زعيم حزب بهاراتيا جانا سانغ، بالراج مدحوك، المدينة وألقى خطبًا حماسية في 14 و15 من سبتمبر. وشملت حادثة أخرى اعتداءً مزعومًا على بعض الولوي المسلمين، الذين كانوا يحاولون بناء مسجد بقرية أودهاف بالقرب من أحمد آباد.

## أعمال عنف سبتمبر
في 18 سبتمبر 1969، تجمع حشد من المسلمين في منطقة جمالبور للاحتفال بذكرى العرس عند ضريح الشيخ بخاري صاحب تشيلا. وعندما عزم مجموعة هندوس من رجال الدين، من معبد جاغاناث القريب، على إعادة أبقارهم إلى مُجمع المعبد عبر الشوارع المزدحمة، أصيبت بعض النساء المسلمات. ويقال أيضًا إن الأبقار حطمت بعض العربات التي كان المسلمون يبيعون عليها البضائع. وأدى هذا إلى وقوع أعمال عنف قام فيها بعض شباب المسلمين بالتعدي علي رجال الدين من الهندوس وإصابتهم وإتلاف نوافذ المعبد. قام كاهن المعبد الهندوسي، سيفاداسجي، بإضراب عن الطعام، وأقلع عنه عندما قام وفد مكون من خمسة عشر شخصًا من المسلمين برئاسة بيرزادا بمقابلته وبتقديم الاعتذار.
ومع ذلك، قام بعض الهندوس فيما بعد بإتلاف ضريح كان بالقرب من المعبد. وبالتالي تجمع في المنطقة عدد كبير من المسلمين المحتجين. وفي ظهيرة يوم 19 سبتمبر، تجمع حشد من المسلمين يصل عدده من 2500 شخص إلى 3000 شخص وقاموا بالتعدي على المعبد ثانية. بعد ذلك، انتشرت الشائعات وتصاعدت أعمال العنف، مما أدى إلى اندلاع العديد من الحرائق المتعمدة والقتل والتعدي على أماكن العبادة في جميع أنحاء المنطقة. وبدأ المسلمون الذين يسكنون في المناطق الشرقية من المدينة وضواحيها بالفرار من منازلهم إلى أماكن أكثر أمنًا. ولكن تم الاعتداء على القطارات التي تقلّهم بعد إيقافها. وتم فرض حظر التجول في مساء يوم 19 سبتمبر، وفي اليوم التالي تم استدعاء الجيش للسيطرة على أعمال العنف.
قتل، أثناء الفترة من 19 إلى 24 من سبتمبر، 514 شخصًا. وشهدت هذه الفترة أيضًا أضرارًا لحقت بـ 6123 من المنازل والمحال التجارية، خاصة من قبل الهندوس. وفي ظهيرة يوم 20 سبتمبر 1969، أعلن شاب من المسلمين، كان غاضبًا لتحطيم عقاره على يد الهندوس، أنه سوف ينتقم منهم. فقام أحد الغوغاء الهندوس الغاضبين بضربه وإجباره على أن يهتف قائلاً النصر لجاغاناث («النصر جاغاناث»). ولكن صرخ الشاب أنه يفضل الموت على أن يتفوه بتلك الكلمات. فسكب عليه الحشد البنزين، ثم قاموا بإشعال النار فيه حتى مات. وتم تأجيل انتخابات البلدية الفرعية والتي كان من المقرر إجراؤها في 22 سبتمبر. وأدى تخفيف الحظر في اليوم التالي إلي سقوط 30 قتيلاً في غضون الساعات الثلاث الأولى.
ووفقًا للجنة ريدي للعدالة التي شكلتها الحكومة للتحقيق في أعمال الشغب، فإن المنظمات القومية الهندوسية مثل RSS، والجمعية العمومية للهندوس بالهند، وحزب بهارتيا جانا سانغ كانت متورطة في أعمال الشغب. وذكرت اللجنة أيضًا أنه في فادودارا تم تحديد المحال التجارية الخاصة بالمسلمين ووضعت عليها علامات، ثم تم تدميرها بشكل منظم؛ مما يدل أن العنف كان مخططًا له مسبقًا في هذه المنطقة.

## النتائج المترتبة
تم تشكيل لجنة تحقيقات القاضي جاجانموهان ريدي من قبل إدارة الشؤون الداخلية لولاية غوجارات. ونشرت اللجنة في عام 1971 تقريرًا باستجواب الشرطة بشأن الدور الذي قامت به خلال أحداث الشغب. حيث وجدت ست حالات تعرضت فيها الأماكن الدينية للمسلمين المجاورة للأشرطة الحاجزة أو مراكز الشرطة للهجوم والتلف. دافعت الشرطة عن نفسها حيث ادعت أن مراكز الشرطة لم يكن لديها قوة كافية، حيث إن القوات كانت مشغولة بقمع أعمال الشغب في أماكن أخرى. ومع ذلك، رفضت اللجنة النظر في تلك الحجة؛ حيث لم يكن هناك أي تقرير بحدوث أضرار لأماكن العبادة الخاصة بالهندوس والقريبة من أي مركز للشرطة. وعمومًا، فقد تم تدمير 37 مسجدًا و50 ضريًحا و6 مقابر خاصة بالمسلمين و3 معابد.
اتهم الصحفي أجيت بهاتاشارجى الشرطة لعدم اتخاذها أي «إجراءات حازمة خلال الأيام الثلاثة الأولى»، وقال «إن المسألة ليست مسألة التراخي ولكنها سياسة». وأخبره أحد كبار رؤساء المؤتمر ـ لم يرد اسمه ـ بأن الحكومة كانت مترددة في استخدام القوة حيث كانوا خائفين من فقدان جان سينغ للحكم في الانتخابات القادمة إذا قاموا بفعل ذلك.
وقال أعضاء حزب بهارتيا جانا سانغ أن أعمال العنف كانت انتقامًا لمذبحة الهندوس على يد العصبة الإسلامية في عام 1946. وفي 26 سبتمبر، ادعت منظمة هندوسية تسمى سنجرام ساميتي أن الحكومة بقيادة حزب المؤتمر تعمل على استرضاء المسلمين، كما أنها تعمل على تشجيع «إلغاء الديانة الهندوسية تحت مسمى العلمانية». وادعت المنظمات الهندوسية أنه بعد التدنيس المزعوم للقرآن في شهر مارس، اضطر ضابط الشرطة الهندوسي للاعتذار مرتين، بينما «استغرق الأمر عدة أيام لاتخاذ أي خطوات عندما أهين الهندوس بنفس الطريقة» بعد حدوث التدنيس المزعوم للرامايانا في شهر سبتمبر.
ووفقًا للمؤلف والناشط الاجتماعي أشيوت ياجنيك؛ تعتبر أعمال الشغب عام 1969 نقطة تحول في العلاقات بين الهندوس والمسلمين في ولاية غوجارات، وأدت إلى انخفاض مستوى التسامح، وكان هذا واضحًا في أعمال الشغب التي حدثت بعد ذلك في 1992-93، و2002. وبعد أعمال الشعب التي شهدتها الدولة عام 1969، زاد مَعزل المسلمين.
ووفقًا لنظريات المؤامرة، كانت أعمال العنف «منظمة عمدًا» لتشويه سمعة رئيس الوزراء، هينتدرا ديساي، الذي كان يناصر رئيس الكونغرس (O) مورارجي ديساي بدلاً من رئيسة الكونغرس (I) أنديرا غاندي.